# Sthenelais limicola
Sthenelais limicola är en ringmaskart som först beskrevs av Ehlers 1864.  Sthenelais limicola ingår i släktet Sthenelais och familjen Sigalionidae. Arten är reproducerande i Sverige. Utöver nominatformen finns också underarten S. l. novaezealandiae.